# Kulpa kán
Kulpa vagy Kulna, Kildibég (tatárul Külpə, ? – 1360 januárja) az Arany Horda kánja néhány hónapig.
Kulpa származása bizonytalan, saját állítása szerint I. Dzsanibég kán fia volt. 1359 augusztusában megölte az Arany Horda akkori kánját, Dzsanibég fiát, Berdibéget, és ő lépett a trónra. Uralkodását az emírek nagy része nem ismerte el, köztük Mamaj, Berdibég beglerbégje és veje, aki a Volga jobb partját tartotta uralma alatt. Néhány emír a Dzsocsi-ulusz keleti részének, a Fehér Hordának vezetőjét, Csimtajt hívta meg a trónra, aki öccsét, Orda Sejket küldte maga helyett. Őt azonban útközben megölték. 1359 végén újabb trónkövetelő, Khidr kán jelentkezett.
1360 januárjában Nawrüzbég, Dzsanibég egy másik állítólagos fia megölte Kulpát.

## Fordítás
- Ez a szócikk részben vagy egészben  a(z)   Кульпа című orosz Wikipédia-szócikk ezen változatának fordításán alapul.  Az eredeti cikk szerkesztőit annak laptörténete sorolja fel. Ez a jelzés csupán a megfogalmazás eredetét és a szerzői jogokat jelzi, nem szolgál a cikkben szereplő információk forrásmegjelöléseként.